# Њу Хартфорд Сентер (Конектикат)
Њу Хартфорд Сентер (енгл. New Hartford Center) насељено је место без административног статуса у америчкој савезној држави Конектикат.

## Демографија
По попису из 2010. године број становника је 1.385, што је 336 (32,0%) становника више него 2000. године.
| Група             | 2000.       | 2010.         |
| Белци             | 988 (94,2%) | 1.289 (93,1%) |
| Афроамериканци    | 14 (1,3%)   | 11 (0,8%)     |
| Азијати           | 6 (0,6%)    | 20 (1,4%)     |
| Хиспаноамериканци | 33 (3,1%)   | 41 (3,0%)     |
| Укупно            | 1.049       | 1.385         |